# مبنى (نحو)
المبنى (ج. مبان) لفظ يطلق على البناء في النحو تمييزا له من البناء في الصرف ومقابلة له بلفظ المعنى. والبناء (ج. أبنية) في النحو هو الهيئة الحاصلة للفظ باعتبار ترتيب الحروف وحركاتها وسكناتها ويسمى بالصيغة والوزن أيضا. وربما قيل البناء والصيغة والوزن لمجموع المادة والهيئة أيضا. وبنية الكلمة صيغتها والمادة التي تبنى منها.

## حواش
1. ↑  ولا يقال تبنى عليها لأن ذلك يقال في البناء والإعراب وهو من اصطلاح التصريفيين.